# Бертран Родікт Лайсес
Бертран Родікт Лайсес (малай. Bertrand Rhodict Lises, англ. Bertrand Rhodict Lises; нар. 28 травня 2005, Саравак) — малайзійський стрибун у воду. Він бере участь у змаганнях на трампліні 1 м, трампліні 3 м, платформі 10 м, змішаних синхронних стрибках у воду з 3 м і синхронних стрибках у воду з 3 м. Він був прапороносцем Малайзії на церемонії відкриття літніх Олімпійських ігор 2024 року разом із яхтсменкою Нур Шазрін Мохамад Латіф.